# Petite Sœur (téléfilm, 1996)
Pour les articles homonymes, voir Petite sœur (homonymie).
Pour plus de détails, voir Fiche technique et Distribution.
Petite Sœur est un téléfilm français réalisé par Marion Sarraut, diffusé le 2 février 1996 sur TF1.

## Synopsis
C’est l’histoire d’une jeune gymnaste qui lors d’une compétition a un grave accident et qui va se battre pour pouvoir à nouveau vivre de sa passion.

## Fiche technique
- Réalisation : Marion Sarraut
- Scénario : Alain Leblanc
- Adaptation et dialogue : Julien Gade
- Décors : Chantal Giuliani
- Costumes : Marie Claude Brunet
- Photographie : Jean-Pierre Aliphat
- Montage : Jacqueline Counor
- Musique : Didier Vasseur
- Production : Pascale Breugnot
- Société de production : Banco production - TF1
- Directeur : de production : Catherine Jurquet
- Pays de production :  France
- Genre : Drame
- Durée : 90 minutes
- Dates de diffusion : le 2 février 1996 sur TF1.

## Distribution
- Annie Girardot : Léa Botelli
- Martin Lamotte : Serge Botelli
- Camille Dos Santos : Angèle Botelli
- Natacha Régnier : Véronique Botelli
- Marion Larquier : Josie
- François d'Aubigny : Yves Dussart
- Roger Dumas : le directeur du gymnase
- Quentin Ogier : David
- Anne Lefébure : le professeur
- Pierre Deny : le sponsor
- Xavier Clément : le chirurgien

## Autour du film
- L'héroïne du téléfilm, Camille Dos Santos, est réellement gymnaste et non comédienne. Elle a notamment disputé plusieurs championnats de France sous les couleurs du club de Meaux[1].